# Dasychiroides
Dasychiroides é um gênero de traça pertencente à família Arctiidae.